# Zuccotti Park

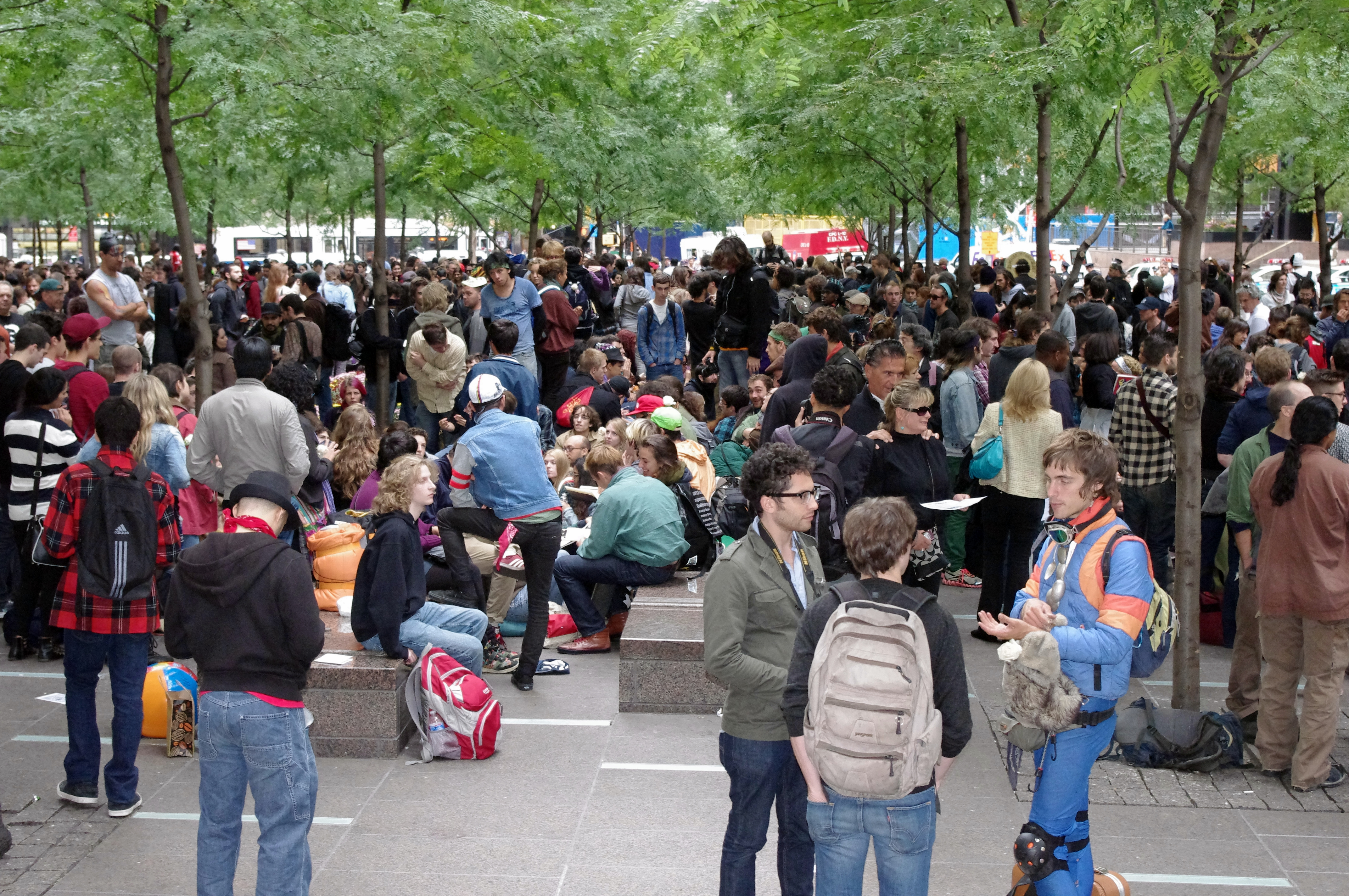
En septiembre de 2011, Zuccotti Park fue ocupado por manifestantes.

Zuccotti Park, anteriormente llamado Liberty Plaza Park o a veces Liberty Plaza, es un parque de 3065 m² de propiedad privada ubicado en el Bajo Manhattan en Nueva York. El parque, propiedad de Brookfield Office Properties, está ubicado entre Broadway, Trinity Place y las calles Liberty y Cedar. En la esquina noroeste del parque está, a través de la calle, el edificio World Trade Center.

## Creación
El parque fue construido a finales de los años 1960. El parque era muy popular, dada su ubicación entre los rascacielos del Distrito Financiero que carecía de dichas zonas. Tras los Ataques del 11 de Septiembre en 2001 quedó cubierto por escombros y fue usado como un área de logística para la reconstrucción de la zona cero. Como parte de la reconstrucción del Bajo Manhattan, fue remodelado completamente.

## Después de los ataques del 11 de septiembre
El 1 de junio de 2006, el parque reabrió con una renovación de $ 8 millones designados por Cooper, Robertson & Partners. Fue renombrado a Zuccotti Park en honor a John Zuccotti, antiguo presidente de la Comisión de Planificación Urbana y primer teniente alcalde bajo el alcalde Abe Beame y ahora presidente de Brookfield Properties, en la cual se utilizaron fondos privados para renovar el parque. En la actualidad, el parque cuenta con una amplia variedad de árboles, aceras de granito, mesas y bancos, así como luces integradas en el suelo, que iluminan la zona.
Dada su proximidad a la zona cero, el Zuccotti Park es un destino turístico popular. La Cruz del World Trade Center, que anteriormente se encontraba en la Basílica de San Pedro para ser bendecida, fue trasladada finalmente hasta el Monumento al 9-S. La Cruz fue presentada en una ceremonia celebrada en el Zuccotti Park antes de su traslado al Memorial.

### Esculturas
El parque cuenta con dos esculturas: Joie de Vivre por Mark di Suvero y Double Check, un hombre de negocios de bronce sentado en un banco, por John Seward Johnson II.
Joie de Vivre, una escultura de 70 pies de altura, formado por vigas de color rojo brillante, se instaló en Zuccotti Park en 2006, después de haber sido trasladada de su instalación previa en el Storm King Art Center. Benjamin Genocchio, un crítico de arte australiano, comentó que la escultura de la ubicación era adecuada ", agradablemente haciendo eco a los rascacielos de su alrededor."

## "Occupy Wall Street"
El 17 de septiembre de 2011, manifestantes de "Occupy Wall Street" empezaron a protestar en el Zuccotti Park como punto operacional de sus actos. Algunos manifestantes colgaron pancartas dándole la bienvenida al parque como "Liberty Park", el nombre anterior del parque.